# 주간고속도로 제76호선 (콜로라도주-네브래스카주)
주간고속도로 제76호선 서부선(영어: Interstate 76 (west), I-76W)은 미국 서부 콜로라도주 덴버 근교에 위치한 아배다에서 중부 네브래스카주 빅스프링스(Big Springs)를 잇는 총 연장 302.72km의 고속도로이다. 76호선 서부선이 콜로라도주에서는 297.50km를 점유하는 데 비해 네브래스카주에서는 3.99km만을 가진다. 따라서 전체 길이에서 네브래스카주의 도로 점유율은 0.75%에 불과하다.
동부 오하이오주에서 뉴저지주를 잇는 76호선 동부선과는 번호만 같을 뿐, 별개의 노선이다.